# يوان لوبيسكو
يوان لوبيسكو (بالرومانية: Ioan Lupescu)‏ (مواليد 9 ديسمبر 1968) هو لاعب كرة قدم. يلعب مع منتخب رومانيا لكرة القدم. سبق له أن لعب في كأس العالم لكرة القدم مع منتخب بلاده.

## مسيرته الكروية
لعب يوان لوبيسكو خلال مسيرته الاحترافية مع 5 أندية في ثمانية عشر موسمًا وسجل خلالها 38 هدفًا ضمن 424 مباراة. حيث فاز في أربعة مواسم بالكأس وفي أربعة مواسم بالدوري.
خاض يوان لوبيسكو مسيرته مع نادي دينامو بوخارست في موسم 1986–87 في المرة الأولى ليلعب معه أربعة مواسم ثم في موسم 1998–99 ليلعب معه أربعة مواسم، مشاركًا طوالها في 183 مباراة سجل خلالها 25 هدفًا. ثم انتقل إلى نادي باير 04 ليفركوزن في موسم 1990–91 ليلعب معه ستة مواسم، حيث شارك في 183 مباراة سجل خلالها 3 أهداف. لينتقل بعدها إلى نادي بوروسيا مونشنغلادباخ في موسم 1996–97 ولمدة موسمين، مشاركًا في 44 مباراة سجل خلالها 7 أهداف. ثم انتقل إلى نادي الهلال في موسم 2001–02 لمدة موسم واحد، مشاركًا في 5 مباريات سجل خلالها هدفًا واحدًا.

## روابط خارجية
- يوان لوبيسكو على موقع الاتحاد الدولي (مؤرشف)  (الإنجليزية)
- يوان لوبيسكو على موقع الاتحاد الأوربي (الإنجليزية)
- يوان لوبيسكو على موقع اتحاد تركيا (لاعب) (الإنجليزية)
- يوان لوبيسكو على موقع قاعدة بيانات كرة القدم.إي يو (الإنجليزية)
- يوان لوبيسكو على موقع بيانات كرة القدم. دي إي (الألمانية)
- يوان لوبيسكو على موقع ناشيونال فوتبول تيمز (الإنجليزية)
- يوان لوبيسكو على موقع عالم كرة القدم.نت (الإنجليزية)